# Bahrajn na Mistrzostwach Świata w Lekkoatletyce 2013
Bahrajn na Mistrzostwach Świata w Lekkoatletyce 2013 – reprezentacja Bahrajnu podczas czempionatu w Moskwie liczyła 9 zawodników.

## Występy reprezentantów Bahrajnu

### Mężczyźni
| Konkurencja                   | Zawodnik            | Runda 1      | Runda 1 | Półfinał | Półfinał | Finał    | Finał   |
| Konkurencja                   | Zawodnik            | Rezultat     | Pozycja | Rezultat | Pozycja  | Rezultat | Pozycja |
| ----------------------------- | ------------------- | ------------ | ------- | -------- | -------- | -------- | ------- |
| Bieg na 5000 m                | Dejene Regassa      | 13:25,21     | 12. q   | —        | —        | 13:34,54 | 11.     |
| Bieg na 10 000 m              | Alemu Bekele        | —            | —       | —        | —        | DNF      | DNF     |
| Bieg na 10 000 m              | Ali Hasan Mahbood   | —            | —       | —        | —        | DNS      | DNS     |
| Maraton                       | Adam Ismail Khamis  | —            | —       | —        | —        | DNF      | DNF     |
| Bieg na 3000 m z przeszkodami | Tareq Mubarak Taher | 8:34,32 (SB) | 28.     | —        | —        | NQ       | NQ      |

### Kobiety
| Konkurencja      | Zawodnik       | Runda 1  | Runda 1 | Półfinał | Półfinał | Finał         | Finał   |
| Konkurencja      | Zawodnik       | Rezultat | Pozycja | Rezultat | Pozycja  | Rezultat      | Pozycja |
| ---------------- | -------------- | -------- | ------- | -------- | -------- | ------------- | ------- |
| Bieg na 1500 m   | Mimi Belete    | 4:09,27  | 24. Q   | 4:14,22  | 23.      | NQ            | NQ      |
| Bieg na 5000 m   | Tejitu Daba    | 15:56,74 | 15. Q   | —        | —        | 15:33,89      | 11.     |
| Bieg na 10 000 m | Shitaye Eshete | —        | —       | —        | —        | 31:13,79 (SB) | 6.      |
| Maraton          | Lishan Dula    | —        | —       | —        | —        | 2:38:47 (SB)  | 15.     |